# Марко Черветті
Марко Черветті (італ. Marco Cervetti нар. 20 серпня 1975, Алессандрія, Італія) — італійський кухар, який працює та проживає в Україні, бренд-шеф ресторанних проєктів холдингу Fozzy Group, Сільпо, Le Silpo, підприємець.

## Життєпис
Марко народився в Італії, регіоні П'ємонт, провінції Алессандрія. 
Після школи Марко навчався на хімічному факультеті. У 20 років переїхав вчитися до Венеції, де вступив до університету вивчати китайську філологію, з дитинства маючи «любов до знаків». Пізніше поїхав до Китаю і здобув академічну освіту з китайської каліграфії.
1996—2003 — одночасно з навчанням в університеті Марко почав свою ресторанну діяльність: удень працював заготівельником на кухні, а ввечері — за барною стійкою у відомій остерії «Втрачений рай». Тут Марко почав вивчати венеційську й морську кухні, поглиблювати свої знання адріатичної кухні. Почав працювати як осте, займаючись винною картою остерії. 
У 2000 отримав ґрант на навчання в аспірантурі в Китайській академії мистецтв у місті Ханчжоу провінції Чжецзян від Міністерства культури Китаю. Прожив у Китаї два роки, подорожуючи країною та регіонами й вивчаючи особливості регіональної кухні. Написав статтю в енциклопедію сучасної китайської каліграфії (Гавайський університет).

## Кар'єра
У 2003 році Черветті переїхав до Москви, щоб займатись обладнанням для розливу пива, а згодом почав працювати шеф-кухарем, керуючим і засновником ресторанів, крім того, організував та брав участь у різноманітних гастрономічних заходах. Це сформувало коло інтелігентних людей, які розвивали тему їжі. У 2007 році став управляючим винного магазину Жан Жак, де влаштовували дегустації та винні вечори. У 2010 взяв під керівництво ресторан Bontempi у центрі міста відродив його та став співвласником. За два місяці заклад увійшов у ТОП-10 найкращих закладів міста та був перейменований у Бар Cervetti.
У 2010 взяв участь у проєкті з відновлення оливкових гаїв і виробництва оливкової олії в Грузії.
Разом із виданням «Афіша» Черветті брав участь у створенні популярного журналу «Афіша-Їжа». У 2004 році за підтримки винної компанії SIMPLE в особі відомого сомелье Анатолія Корнєєва у співавторстві з художником Георгієм Тотібадзе видав першу книгу «Гурманіада. Італія. Кулінарний путівник», у якій Марко писав про їжу та вина, а Георгій виконав графіку.
У Москві прожив близько 11 років, у 2014 році йому довелося повернутися в Італію. У 2015 він відкрив остерію Adriatico Mar у Венеції, яке працює донині.
У 2015 році Fozzy Group запросила Марко зайнятися ресторанними проєктами компанії в Україні. Приїхавши до Києва, він приєднався до Fozzy Group як бренд-шеф та створив окремий департамент у Сільпо з 1200 осіб, який займається ресторанами. Відтоді Черветті розвиває ресторанні проєкти Сільпо, Le Silpo, Silpo Resto, ресторан неаполітанської кухні Positano в Києві. У 2017 році ексклюзивно представив у мережі супермаркетів Сільпо однойменну власну торгівельну марку «Марко Черветті» — колекцію ножів, керамічного посуду, каструль та сковорідок. З 2020 року став бренд-шефом холдингу Fozzy Group, де займається продуктовими та ресторанними проєктами, розробкою власних торгових марок.
Як бренд-шеф та засновник Positano Черветті створив меню закладу разом зі всесвітньо відомим піцайоло Енцо Кочча — засновником відомої піцерії La Notizia в Неаполі. У 2019 та 2020 роках під керівництвом Марко Positano двічі входив до списку найкращих піцерій Європи. Заклад посідав 30-те та 34-те місця в щорічному гайді 50 Top Pizza, ставши першим та єдиним українським закладом, який увійшов до цього рейтингу.
У 2020 спільно з бельгійською пивоварнею Brasserie de la Senne і театром пива Правда (Львів) Марко Черветті брав участь у варці бельгійсько-український saison — традиційний бельгійський стиль пива, зварений на українських пшениці та хмелю.

## Телевізійні проекти
- 2012—2014 шоу «Время обедать», Перший канал
- 2012—2013 шоу «Кулинарный поединок[ru]», НТВ[15]
- 2017—2020 шоу «Сніданок з 1+1», 1+1[16]
- 2019 шоу «Корисна програма», Інтер
- 2020 шоу «Звана вечеря», СТБ[17]
- 2023 шоу Мастер Шеф, СТБ [18]

## Досягнення
Марко Черветті став найкращим шеф-кухарем року, а українські ресторани Positano і Le Grill, якими керує Марко, стали ресторанами року за версією міжнародного гіда-рейтингу оливкових олій Flos Olei 2020.
Це стало першим випадком в історії конкурсу Flos Olei, коли нагороду The Chef of the Year отримав шеф-кухар, який працює в Україні, а найкращими ресторанами були названі українські.

## Співпраця
У 2005 році поїхав з другом-музикантом Вінічо Капоссела у подорож по Італії, під час якої вони складали тексти й аранжування для спільного альбому, збирали історії та традиції кухні й виноробства різних регіонів Італії.
У грудні 2009 спільно презентували на радіо дитячу казку «Велетень і чарівник» (італ. "Il Gigante e il Mago"), різдвяну історію про Діда Мороза, написану Марко на музику Капоссела.

## Цікаві факти
- На майстер-класі Flos Olei приготував olive oil borscht всього з двох інгредієнтів — буряка й оливкової олії[22].